# Michał Gómez Loza
Michał Gómez Loza, hiszp. Miguel Gómez Loza (ur. 11 sierpnia 1888 w Tepatitlán w Meksyku, zm. 21 marca 1928 w Atotonilco el Alto) – założyciel Narodowego Kongresu Katolickich Robotników (1919), członek Narodowej Ligi Obrony Wolności Religijnej (od 1927), gubernator stanu Jalisco, błogosławiony Kościoła rzymskokatolickiego.
Pochodził z chłopskiej rodziny. Studiował na Uniwersytecie Morelos i w 1922 roku został adwokatem. Pod koniec grudnia 1922 roku poślubił Marię Sanchez Barragana.
Za swoją działalność w szerzeniu katolickich nauk społecznych był wielokrotnie aresztowany. Podczas antykatolickich prześladowań został rozstrzelany w 1928 roku przez wojsko federalne.
Beatyfikował go Benedykt XVI w dniu 20 listopada 2005 w grupie trzynastu męczenników meksykańskich.